# Апостольский викариат Пуйо
Апостольский викариат Пуйо (лат. Vicariatus Apostolicus Puyoënsis) — апостольский викариат Римско-католической церкви с центром в городе Пуйо в Эквадоре.

## Территория
Апостольский викариат включает в себя территорию провинции Пастаса в Эквадоре. Кафедральный собор Богоматери Розария находится в городе Пуйо. Территория викариата разделена на 23 прихода. Служат 17 священников (12 приходских и 5 монашествующих), 9 монахов, 56 монахинь.

## История
Апостольская префектура Канелоса аи Макас была основана 4 октября 1886 года на части территории апостольского викариата Напо. 19 февраля 1930 года она была переименована в апостольскую префектуру Канелоса.
29 сентября 1964 года апостольская префектура была преобразована в апостольский викариат Канелоса буллой «Апостольская префектура» (лат. Apostolica praefectura) римского папы Павла VI. 18 мая 1976 года она была переименована в апостольский викариат Пуйо.

## Ординарии
- Энрике Эсекьель Васас Галиндо, O.P. (1898 — 1909, в отставке);
- Альваро Вальядаррес, O.P. (29.07.1909 — 17.3.1926, в отставке);
- Агустин Мария Леон, O.P. (17.3.1926 — 1936);
- Хасинто Мария Д’Авила, O.P. (16.9.1936 — 1948);
- Себастьяно Акоста-Уртадо, O.P. (12.11.1948 — 1958);
- Альберто Самбрано-Паласиос, O.P. (24.1.1959 — 11.12.1972), назначен епископом Лохи;
- Томас-Анхель Ромеро-Гросс, O.P. (5.7.1973 — 28.2.1990)
- Фруменсио Эскудеро-Ромерос (6.10.1992 — 25.7.1998);
- Рафаэль Коб-Гарсия (28.11.1998 — по настоящее время).